# International Association of Wood Anatomists
Die International Association of Wood Anatomists (IAWA) (deutsch Internationaler Verband der Holzanatomen) ist eine Vereinigung von Holzanatomen aus aller Welt, die sich seit 1931 der Erforschung der Holzanatomie widmet. Die Hauptgeschäftsstelle des Verbands befindet sich derzeit in der niederländischen Stadt Leiden.

## Geschichte und Tätigkeit
Die International Association of Wood Anatomists wurde 1931 gegründet.
Ziele des Verbandes sind:
- die Förderung der Forschung, des Studiums und der Lehre auf dem Gebiet der Holzanatomie
- die Veröffentlichung von wissenschaftlichen Artikeln über Holzanatomie und verwandte Gebiete
- die Erleichterung der Sammlung, der Lagerung und des Austauschs von Forschungsmaterialien
- die Schaffung von Grundlagen für die konsistente Verwendung der Terminologie bei der Beschreibung von Holz und Rinde
- die Förderung des Informationsaustausches unter den Mitgliedern durch Treffen und Korrespondenz
- die Schaffung eines Bewusstseins für die Stellung der Holzanatomie in Wissenschaft und Technologie und beim Schutz der natürlichen Ressourcen

Die Organisation wird von einem 12-köpfigen, für jeweils drei Jahre gewählten Gremium geleitet, dem ein Exekutivsekretär (Executive secretary) vorsteht. Diese Position hat derzeit der Niederländer Frederic Lens inne.
Der Verband gibt Fachbücher und Nachschlagewerke zum Thema Holzanatomie heraus und veröffentlicht neueste Forschungsergebnisse. Das seit Jahrzehnten existierende Verbandsorgan, früher IAWA Bulletin, erscheint seit 1993 vierteljährlich unter dem Titel IAWA Journal (ISSN 0928-1541). Jede Ausgabe ist über 400 Seiten stark.
Seit 2014 vergibt der Verband jährlich den nach dem Botaniker Irving Widmer Bailey benannten „I. W. Bailey-Award“ für den besten beim IAWA Journal eingereichten Beitrag an einen vielversprechenden Nachwuchswissenschaftler.
Der niederländische Botaniker Pieter Baas ist Ehrenmitglied des Verbandes.

## Veröffentlichungen (Auswahl)
- 1962: Internationales Glossar der in der Holzanatomie verwendeten Begriffe
- 1964: Mehrsprachiges Glossar der in der Holzanatomie verwendeten Begriffe
- 1980: Holzidentifikation: Eine kommentierte Bibliographie
- 1981 (August, Nachdruck März 2013): Neue Perspektiven in der Holzanatomie: Herausgegeben anlässlich des 50. Jahrestages des Internationalen Verbandes der Holzanatomen
- 1989: IAWA-Liste mikroskopischer Merkmale für die Hartholzidentifikation
- 1994: Verzeichnis der Mitglieder
- 1996: Neueste Fortschritte in der Holzanatomie
- 1999: Dendrochronologie in Asien: Tagungsband eines Workshops über südostasiatische Dendrochronologie in Chiang Mai, Thailand, 16.–20. Februar 1998
- 2004: IAWA-Liste mikroskopischer Merkmale zur Identifizierung von Weichholz